# Амоена Амалия фон Бентхайм-Текленбург
Амоена Амалия фон Бентхайм-Текленбург и Щайнфурт (на немски: Amoena Amalie von Bentheim-Tecklenburg-Steinfurt; * 19 март 1586 в Бентхайм; † 8 септември 1625 в Олденбург) е графиня от Бентхайм-Щайнфурт и чрез женитба княгиня на Анхалт-Кьотен.
Тя е дъщеря на граф Арнолд III (1554 – 1606), граф на Бентхайм, Щайнфурт и Текленбург, и съпругата му графиня Магдалена фон Нойенар-Алпен (1550– 1626). Сестра ѝ Анна (1579 – 1624) се омъжва през 1595 г. за княз Христиан I фон Анхалт-Бернбург (1568 – 1630). 
Амоена Амалия се омъжва на 31 октомври 1606 г. в Реда за княз за Лудвиг I фон Анхалт-Кьотен (1579 – 1650). Те имат две деца: 
- Лудвиг (1607 – 1624), наследствен принц на Анхалт-Кьотен,
- Луиза Амоена (1609 – 1625)

Княз Лудвиг I основава на 24 август 1617 г. литературното общество Fruchtbringenden Gesellschaft и е неговият първи ръководител. Така Кьотен през 1617 г. става седалище на обществото. Амоена Амалия умира на 39 години на 8 септември 1625 г.